# 昭忠祠 (北京南苑)
昭忠祠，又名劝忠祠，位于北京市丰台区南苑乡南苑村，是丰台区普查登记文物。

## 简介
民国十一年（1922年）冬，陆军检阅使冯玉祥经请中华民国大总统曹锟批准，发5000银元，为阵亡官兵兴建祠堂，即昭忠祠。
冯玉祥曾两次驻军南苑。第一次是清朝光绪三十一年三月至光绪三十三年秋，冯玉祥在陆建章的陆军第六镇任排长时。第二次是民国十二年（1923年）冯玉祥任陆军检阅使时，将司令部设在南苑航空署旧址。南苑原来有两块义地。1923年冯玉祥来到南苑后，修整了南面一块义地，成为当地人俗称的“冯玉祥义地”。该义地位于南苑镇西南角，占地面积约百亩，周围有土墙，墙外有1.5米深的水沟。大门开在东南，门前有石牌坊以及两个铁狮子，铁狮子下有石座。石牌坊很早便被毁，两个铁狮子在1958年大炼钢铁时被毁。义地内有个大平台，用黄土填心，周围砌有青砖，台上有一通石碑，为民国十三年（1924年）冯玉祥所立，立碑花费5000银元，碑文由冯玉祥亲笔撰写，该碑已在文化大革命中被毁，碑文未流传下来。
“冯玉祥义地”修整完后，冯玉祥派专人看守义地，夜晚有灯火照明。义地内加盖了两间房屋，供看守人员居住。此外有人定期打扫义地。每到清明，冯玉祥到义地扫墓。民国十二年（1923年）四月五日，冯玉祥在日记中写道：“下午二点半往义地添坟。途经修械司，查看工作。三点半，又到义地添坟。……今日吾同差遣等为阵亡官兵添坟，见十五座坟无碑志，当令马参谋长记其名，以便有关系者为之立碑，亦区区安慰死者之意也。”
为纪念阵亡官兵，冯玉祥在民国十三年（1924年）九月十日又建成昭忠祠（又名“劝忠祠”）。昭忠祠位于如今的丰台区南苑乡南苑村，占地面积大约10公顷，是一个院落，有上房五间，厢房六间，院落正中有一座草亭，正对大门，院落后面是一大片义地，即上述“冯玉祥义地”，安葬历次战斗中阵亡官兵的遗骨。昭忠祠的门额上有冯玉祥题写的“气壮山河”四个大字。昭忠祠还有冯玉祥题写的匾额“为国捐躯”、“成仁取义”，以及对联：“从转战川湘陕豫而来身作国殇先吾辈诞登天路，试回思患难辛苦之侣睹兹庙貌是男儿绝好下场。”六月廿三日，冯玉祥为昭忠祠题二绝句：“一死能报国自强，忠心耿耿日争光。问谁洒得同情泪，鹃血飞红染夕阳。”“捐躯报国名称雄，正气凝成五色虹。侠骨英灵何处认，岷江风雨郑城东。”
民国十三年九月十日，即昭忠祠落成当天，冯玉祥在昭忠祠的草亭中与孙岳密议推倒曹锟、吴佩孚事宜，会谈后合影。此次秘会为北京政变奠定了基础。
到20世纪末，冯玉祥义地以及昭忠祠早已全部被毁。坟头被夷平改为耕地，义地西部盖成多间平房，为南苑大队的骨灰堂。义地南部为猪场，据说义地的墓碑大部分被作为建材用于兴建猪场圈舍。小路北侧原义地的一部分变成了仓库。义地北部是南苑村办企业的副业加工厂。
1995年，当地重建了昭忠祠。新建的昭忠祠坐北朝南，占地半亩，门上有匾额“劝忠祠”。院内立有碑亭一座，其内的碑为《南苑劝忠祠碑记》；院内还有其他三块石碑：《行考履冰府君之墓碑》、《韩复榘敬勒碑》、《冯玉祥敬立碑》。